# SV Donaustauf
Der SV Donaustauf  (offiziell: Sportverein Donaustauf e. V.) ist ein deutscher Sportverein aus Donaustauf in der Oberpfalz mit den Sportarten Ausdauer, Ballett, Fußball, Modellflug, Stockschießen, Tennis, Tischtennis, Turnen und Volleyball.

## Abteilung Fußball

### Geschichte

#### Gründung und erste Jahre
Der SV Donaustauf wurde am 1. Juni 1913 durch die Initiatoren Max Bachmann und Karl Danzer im Gasthaus Rühr (heute: Forsters Posthotel) in Donaustauf gegründet. Zur Gründungsversammlung erschienen 22 Männer, als 1. Vorstand wurde der Gastwirt Ernst Rühr sen. gewählt. Der erste Fußballplatz des SVD wurde direkt am Ufer der Donau, wo sich heute die Bootsanlegestelle befindet, errichtet. Das erste offizielle Fußballspiel absolvierte der SV Donaustauf jedoch erst im Jahre 1920, bei dem man durch eine hervorragende Leistung mit 24:0 gegen Regenstauf gewann. 1923, zehn Jahre nach der Gründung des SVD, trennte sich die Fußballabteilung vom Turnverein  und gründete den FC Donaustauf. Unter diesem Namen spielten die Fußballer bis zum Verbot sämtlicher Vereine in Donaustauf im Jahre 1945. Erst lange nach dem Verbot gründeten ein paar junge Donaustauferer wieder eine Fußballmannschaft, der sich immer mehr Mitglieder der beiden früheren Vereine Fußballclub und Turnverein anschlossen. Und so kam es, dass im Jahr 1946 die Fußballer wieder unter dem Namen SV Donaustauf aufliefen und 1948 erstmals um den Aufstieg in die damalige A-Klasse kämpften, dabei scheiterte man nur knapp im Entscheidungsspiel in Wörth an der Donau gegen den SV Pfatter.

#### Neue Heimat und Aufstieg in die Bezirksliga
An Pfingsten 1985 wurde die neue Sportanlage an der Regensburger Straße mit zwei Fußballplätzen eingeweiht. Es entstand ein Rasenplatz für die Spiele und ein Hartplatz für die Trainingseinheiten, dieser wurde jedoch 1997 ebenfalls in ein Rasenspielfeld umgewandelt. Zur Einweihung des neuen Untergrunds fand ein Testspiel der B-Jugend des SV Donaustauf und der des FC Bayern München statt. Anfang der 1990er-Jahre schaffte es der SVD die Jahn-Legende und Donaustauferer Urgestein Hans Melzl als Spielertrainer zu verpflichten und sorgte somit in der damaligen A-Klasse bald für Furore. Angeführt von Melzl holte sich die junge Mannschaft um Talente wie Flöter, Seidl oder Semmelmann die Meisterschaft in der Saison 1993/1994 und stieg zum ersten Mal in die Bezirksliga auf. Nach dem damals größten Erfolg in der Vereinsgeschichte hielt man sich die folgenden vier Jahre in der Liga, bis man in der Saison 1998/1999 den Abstieg zurück in die Kreisliga hinnehmen musste. Die Talfahrt ging jedoch noch weiter und nach dem Abgang von Trainer Melzl sowie einigen Leistungsträgern, die teilweise in höherklassige Ligen wechselten, stürzte der SV Donaustauf in den Folgejahren bis in die damalige Kreisklasse ab.
Mit der Rückkehr von Hans Melzl auf die Trainerbank wurde der Erfolg wieder zurück nach Donaustauf geholt. Er schaffte mit seiner Mannschaft den Durchmarsch von der Kreisklasse in die Bezirksliga und brachte somit 2003 den SVD zum zweiten Mal in die höchste Spielklasse der Oberpfalz. Man konnte sich in der Saison 2003/2004 jedoch nicht in der Liga halten und stieg nach nur einem Jahr wieder in die Kreisliga ab. In dieser zählte man jedoch in den folgenden neun Jahren immer zu den Topmannschaften und scheiterte 2006 unter Hans Melzl und 2010 unter Thomas Semmelmann nur knapp in der Relegation zur Rückkehr in die Bezirksliga. In der Saison 2013/2014 war es dann wieder soweit und der SV Donaustauf wurde zum dritten Mal Meister der Kreisliga und stieg erneut in die Bezirksliga auf, die man in der Folgesaison in einer starken Liga mit einem achten Platz halten konnte.

#### Aufstieg bis in die Bayernliga und Rückzug
Im Sommer 2015 wurde mit Matthias Klemens ein neuer Sponsor für den SV Donaustauf gewonnen. Der Immobilienunternehmer, der von 2010 bis 2011 Vorstandsvorsitzender des SSV Jahn Regensburg war, war in seiner aktiven Zeit selbst Spieler beim SV Donaustauf und gehörte der Aufstiegsmannschaft von 2003 an. Im Juni 2016 wurde beschlossen, die erste Herrenmannschaft der Fußballabteilung in die SV Donaustauf Fußball GmbH & Co. KG auszugliedern, Geschäftsführer sollte Klemens werden. Die Mitgliederversammlung stimmte zu und so wurde 2017 die GmbH des mittlerweile Landesligisten gegründet. Hauptgesellschafter ist mit 51 Prozent der SV Donaustauf e. V., die restlichen 49 Prozent hält Klemens’ Immobilienfirma.
Den erstmaligen Aufstieg in die Landesliga gelang dem SVD im zweiten Jahr der Bezirksliga-Zugehörigkeit unter Trainer Thomas Semmelmann. Durch einen 2:1-Heimsieg am vorletzten Spieltag der Saison 2015/2016 vor einer Rekordkulisse von über 2000 Zuschauern gegen den direkten Konkurrenten und späteren Vizemeister SV Neukirchen beim Heiligen Blut sicherte sich die Mannschaft die Meisterschaft.
Für die erste Saison in der Landesliga konnten die Donaustaufer einen hohen Etat aufstellen, der dem eines Bayernliga-Spitzenteams ähnelte. Damit gelang es, Fußball-Weltmeister Klaus Augenthaler als Trainer zu verpflichten. In der Premierensaison in der Landesliga Mitte erreichte die Augenthaler-Elf den 2. Platz und scheiterte in der Aufstiegsrelegation zur Bayernliga am SB Chiemgau Traunstein. Der Vertrag von Klaus Augenthaler wurde nach dem verpassten Durchmarsch nicht verlängert, für die Spielzeit 2017/2018 wurde Karsten Wettberg als neuer Cheftrainer verpflichtet. Dieser musste allerdings nach drei Niederlagen in Folge bereits nach dem 5. Spieltag sein Amt wieder abgeben. Von da an übernahmen der Kapitän Andreas Vilsmaier und einmal mehr Hans Melzl das Traineramt und führten die Mannschaft am Saisonende auf den 9. Platz.
Für die Spielzeit 2018/2019 wurde ein überdurchschnittlich guter Spielerkader zusammengestellt und mit Sepp Schuderer eine Ikone im Oberpfälzer Fußball für das Amt des Cheftrainers verpflichtet. Nach einer überragenden Saison mit nur zwei Niederlagen und schlussendlich 84 Punkten nach 34 Spielen feierte man als Meister der Landesliga Mitte den erstmaligen Aufstieg in die Bayernliga. Seit der Saison 2019–21 spielt der SV Donaustauf in der Bayernliga Süd. Nach nur fünf Spieltagen mit einer Ausbeute von vier Punkten wurde der Aufstiegstrainer aber aufgrund von Erfolglosigkeit bereits wieder entlassen. Am 19. August 2019 wurde mit Franz Koller der Nachfolger präsentiert.
Aufgrund der COVID-19-Pandemie wurde die Spielzeit 2019/2020 zweimal unterbrochen, auf zwei Jahre verlängert und schließlich im Mai 2021 vom Bayerischen Fußball-Verband abgebrochen. Die Saison 2019–21 wurde nach der Quotientenregel gewertet. Der SVD schloss seine Premierensaison in der Bayernliga mit dem 11. Platz ab.
Die Saison 2021/22 in der Bayernliga Süd konnte auf dem 2. Tabellenplatz mit 66 Punkten beendet werden. Somit war man für die Relegationsspiele um die Regionalliga Bayern qualifiziert. Gegner war dort die Zweitvertretung der SpVgg Greuther Fürth. Das Hinspiel ging 0:6 verloren, das Rückspiel 0:4.
Im Januar 2024 gab der Verein – zu diesem Zeitpunkt auf dem vorletzten Platz stehend – bekannt, sich nach Saisonende freiwillig aus der Bayernliga zurückzuziehen. Grund dafür war das Ende des Engagements des Hauptsponsors. In der Saison 2024/25 startet die 1. Herren Fußballmannschaft in der Kreisliga Regensburg 1.

### Erfolge
- Aufstieg in die Bayernliga: 2019
- Aufstieg in die Landesliga: 2016
- Oberpfalzmeister: 2016
- Aufstieg in die Bezirksliga: 1994, 2003, 2014

### Ligazugehörigkeit
Grün unterlegte Spielzeiten kennzeichnen einen Aufstieg, rot unterlegte einen Abstieg.
| Liga    | Saison                    | Platz | Tore  | Punkte |
| ------- | ------------------------- | ----- | ----- | ------ |
| 2003/04 | Bezirksliga Oberpfalz Süd | 14.   | 33:61 | 23     |
| 2004/05 | Kreisliga 1 Regensburg    | 5.    | 58:47 | 40     |
| 2005/06 | Kreisliga 1 Regensburg    | 4.    | 61:40 | 51     |
| 2006/07 | Kreisliga 1 Regensburg    | 6.    | 54:52 | 45     |
| 2007/08 | Kreisliga 1 Regensburg    | 3.    | 68:46 | 44     |
| 2008/09 | Kreisliga 1 Regensburg    | 3.    | 63:41 | 47     |
| 2009/10 | Kreisliga 1 Regensburg    | 2.    | 75:42 | 52     |
| 2010/11 | Kreisliga 1 Regensburg    | 5.    | 63:52 | 39     |
| 2011/12 | Kreisliga 1 Regensburg    | 3.    | 66:51 | 42     |
| 2012/13 | Kreisliga 1 Regensburg    | 3.    | 61:39 | 43     |
| 2013/14 | Kreisliga 1 Regensburg    | 1.    | 66:32 | 58     |
| 2014/15 | Bezirksliga Oberpfalz Süd | 8.    | 57:63 | 44     |
| 2015/16 | Bezirksliga Oberpfalz Süd | 1.    | 82:42 | 62     |
| 2016/17 | Landesliga Bayern-Mitte   | 2.    | 63:36 | 64     |
| 2017/18 | Landesliga Bayern-Mitte   | 9.    | 58:45 | 48     |
| 2018/19 | Landesliga Bayern-Mitte   | 1.    | 89:21 | 84     |
| 2019–21 | Bayernliga Süd            | 11.   | 36:48 | 31     |
| 2021/22 | Bayernliga Süd            | 2.    | 80:56 | 66     |
| 2022/23 | Bayernliga Nord           | 5.    | 83:49 | 61     |
| 2023/24 | Bayernliga Nord           | 18.   | 37:93 | 22     |
| 2024/25 | Kreisliga 1 Regensburg    |       |       |        |

### Persönlichkeiten

#### Spieler
- Tim Erfen (2016–2017)
- Tobias Wiesner (2016–2017)
- Tomás Jun (2017)
- Sandro Gotal (2020–2021)
- Tobias Killer (2021–2022)
- Christoph Rech (2021–2022)
- Paul Grauschopf (2021–2023)
- Kevin Hoffmann (seit 2021)
- Lucas Hufnagel (2021–2023)
- Nico Rinderknecht (2022–2023)

#### Trainer
- Klaus Augenthaler (2016–2017)
- Karsten Wettberg (2017)

## Abteilung Turnen
Die Showgruppe „Walhalla Acrobats“ der Turnabteilung konnte bereits zweimal den Titel Deutscher Meister „DTB Showgruppe“ erringen. Zudem besitzt die Turnabteilung eine Weltmeisterin: Carmen Lück konnte bei der Weltmeisterschaft Cyr Wheel vom 6. bis 13. Mai 2018 in Magglingen (Schweiz) im Mehrkampf die Silbermedaille und im Freien Programm den Weltmeistertitel erringen.

## Sportstätten
Der Verein nutzt das „Sportzentrum Donaustauf“ für seine Aktivitäten. Dieses befindet sich in Donaustauf an der Regensburger Straße 30 und verfügt über eine Dreifach-Sporthalle, Kegelbahnen und einen Schießstand. Im Gebäudekomplex befinden sich außerdem Umkleidekabinen, Lager- und Büroräume sowie eine Gaststätte. Der Außenbereich besteht aus zwei Fußballfeldern sowie zwei Beachvolleyballplätzen. Platz 1 (Fußball) verfügt über eine 375 Zuschauer fassende Sitzplatztribüne und eine elektronische Anzeigetafel und bietet eine Gesamtkapazität für etwa 2000 Zuschauer. Die Tribüne wurde 2016 aus Bauteilen des alten Jahnstadions errichtet. Platz 2 wird hauptsächlich als Trainingsplatz genutzt. Beide Rasenspielfelder sind mit einer LED-Flutlichtanlage ausgestattet.
In den Jahren 2018 und 2019 entstand im Außenbereich ein Mehrzweckgebäude, das hauptsächlich von der Fußballabteilung genutzt wird. Dieses beinhaltet Umkleidekabinen, Lagerräume, Büros, Verkaufsräume, sowie zwei große Räume, die von anderen Abteilungen genutzt werden können.
Die Tennisabteilung verfügt über vier Sandplätze mit eigenem Vereinsheim, die sich weiter östlich vom Sportzentrum befinden. 2017 wurden für die Stockabteilung zwei neue Bahnen gebaut. Diese sind mit einer Flutlichtanlage ausgestattet.